# Tankham
Tankham ist ein Ortsteil der Gemeinde Bockhorn im Landkreis Erding in Oberbayern. 

## Geografie
Der Weiler liegt vier Kilometer östlich von Bockhorn und gehört zur Gemarkung Eschlbach, das sich vier Kilometer nördlich befindet.
Er liegt im tertiären Isar-Inn-Hügelland (Erdinger Holzland). 
Der Tankhamer Bach hat seine Quelle 700 Meter östlich in Maierklopfen und fließt nördlich an Tankham vorbei in den Haselbach (bei Haselbach), der über den Hochbach (bei Bockhorn) in die Strogen (bei Hecken) mündet.

## Baudenkmäler
In der Liste der Baudenkmäler in Bockhorn (Oberbayern) wird die Katholische Filialkirche St. Peter und Paul erwähnt, eine kleine Saalkirche mit Zwiebelturm, spätgotischem Chor und romanischem Langhaus.

## Verkehr
Die Staatsstraße 2084 verläuft einen Kilometer südlich.

## Geschichte
Der Ort gehörte bis 1972 zu der ehemaligen Gemeinde Eschlbach und kam bei deren Auflösung zur Gemeinde Bockhorn.